# 7,5 cm FK 18
Il 7,5 cm Feldkanone 18 (FK 18) è un cannone da campagna tedesco post-I G.M., venne immesso in servizio nel 1938.
Esso era molto più leggero del 7,5 cm FK 16 nA (versione con calibro diminuito del 7,7 cm FK 16), ed era dotato di code doppie divaricabili per consentire un ampio campo di tiro, ed era forse il primo con proiettili anticarro a carica cava. Ma la gittata era inferiore a quella del vecchio FK 16 nA, ed i tedeschi attribuirono poca priorità a quest'arma, decidendo invece di adottare un obice da 105mm. L'FK 18 venne venduto soprattutto all'estero.
Il vecchio cannone da 75mm venne invece lasciato in servizio, in dotazione alle unità di artiglieria di seconda linea o di quelle di cavalleria. Anche truppe delle legioni straniere ebbero questo cannone d'artiglieria.